# Hemiechinus collaris
Espèce
Statut de conservation UICN

 LC  : Préoccupation mineure
Hemiechinus collaris est une espèce de hérissons de la famille Erinaceidae reconnaissable, comme l'autre espèce du même genre, à des pavillons auditifs plus développés que chez le hérisson commun.